# Monica Sjöholm
Anhild Monica Sjöholm-Bastide, född 29 augusti 1923 i Borgholm, är en svensk målare.
Hon är dotter till redaktören Sven-Erik Sjöholm och Anhild Wahledow samt var från 1951 gift med den franske författaren och diplomaten François-Régis Bastide (1926–1996). Efter studentexamen 1943 studerade hon vid Anders Beckmans reklamskola i Stockholm. Hon började studera konst på egen hand redan i unga år men det var först i mitten av 1950-talet som hon på allvar började måla. I samband med sitt giftermål 1951 bosatte hon sig i Paris och har därifrån genomfört studieresor till bland annat England, Tjeckoslovakien, Italien, Grekland, Marocko, Tunisien och Alger. Separat har hon ställt ut ett par gånger i Paris och hon har medverkat i ett flertal grupputställningar i Biarritz, Pau Bayonne och Paris och i den vårsalong som arrangerades av Svenska konstföreningen i Paris. Hennes konst består av pittoreska stadsmotiv och landskapsmålningar. Hon signerar sina verk med Monica. Sjöholm-Bastide är representerad vid Nationalmuseum.